# Massat
Pour les articles homonymes, voir Massat (homonymie).
Massat (prononcé [masat] ; occitan : Maçat) est une commune française, située dans le département de l'Ariège en région Occitanie. Sur le plan historique et culturel, la commune fait partie du Couserans, pays aux racines gasconnes structuré par le cours du Salat.
Exposée à un climat de montagne, elle est drainée par l'Arac, Agouelle Galy, la Canadelle, le ruisseau de Bagen, le ruisseau de Liers, le ruisseau de Neyert et par divers autres petits cours d'eau. Incluse dans le parc naturel régional des Pyrénées ariégeoises, la commune possède un patrimoine naturel remarquable : un site Natura 2000 (la « grotte du Ker de Massat »), un espace protégé (la « grotte de la Campagnole, Ker de Massat ») et sept zones naturelles d'intérêt écologique, faunistique et floristique.
Massat est une commune rurale qui compte 741 habitants en 2022, après avoir connu un pic de population de 9 322 habitants en 1831. Ses habitants sont appelés les Massatois ou Massatoises.
Le patrimoine architectural de la commune comprend deux  immeubles protégés au titre des monuments historiques : l'église de la Nativité-de-la-Vierge, inscrite en 1985, et la grotte du Ker, classée en 1974.

## Géographie

### Localisation
La commune de Massat se trouve dans le département de l'Ariège, en région Occitanie.
Commune de la communauté de communes Couserans - Pyrénées et du parc naturel régional des Pyrénées ariégeoises située dans les Pyrénées en Couserans près du Col de Port.
Elle se situe à 23 km à vol d'oiseau de Foix, préfecture du département, à 20 km de Saint-Girons, sous-préfecture, et à 15 km de La Bastide-de-Sérou, bureau centralisateur du canton du Couserans Est dont dépend la commune depuis 2015 pour les élections départementales.
La commune fait en outre partie du bassin de vie de Saint-Girons.
Les communes les plus proches sont : 
Boussenac (2,4 km), Biert (2,9 km), Le Port (3,0 km), Ercé (6,5 km), Aleu (6,7 km), Soulan (9,7 km), Sentenac-de-Sérou (9,8 km), Esplas-de-Sérou (9,8 km).
Sur le plan historique et culturel, Massat fait partie du Couserans, pays aux racines gasconnes structuré par le cours du Salat (affluent de la Garonne), que rien ne prédisposait à rejoindre les anciennes dépendances du comté de Foix.

### Communes limitrophes
Massat est limitrophe de six autres communes.
Les communes limitrophes sont Biert, Boussenac, Ercé, Le Port, Rabat-les-Trois-Seigneurs et Saurat.
|       | Boussenac |                           |
| Biert | Massat    | Saurat                    |
| Ercé  | Le Port   | Rabat-les-Trois-Seigneurs |

### Géologie et relief
La commune est située dans les Pyrénées, une chaîne montagneuse jeune, érigée durant l'ère tertiaire (il y a 40 millions d'années environ), en même temps que les Alpes. Les terrains affleurants sur le territoire communal sont constitués de roches pour partie sédimentaires et pour partie métamorphiques datant pour certaines du Paléozoïque, une ère géologique qui s'étend de −541 à −252,2 Ma (millions d'années), et pour d'autres du Protérozoïque, le dernier éon du Précambrien sur l’échelle des temps géologiques. La structure détaillée des couches affleurantes est décrite dans les feuilles « n°1074 - Saint-Girons » et « n°1075 - Foix » de la carte géologique harmonisée au 1/50 000ème du département de l'Ariège, et leurs notices associées,.
La superficie cadastrale de la commune publiée par l’Insee, qui sert de références dans toutes les statistiques, est de 44,71 km2,. La superficie géographique, issue de la BD Topo, composante du Référentiel à grande échelle produit par l'IGN, est quant à elle de 45,16 km2. Son relief est particulièrement escarpé puisque la dénivelée maximale atteint 1 343 mètres. L'altitude du territoire varie entre 598 m et 1 941 m.
La superficie de la commune est de 4 471 hectares ; son altitude varie de 598  à   1 941 mètres.

### Hydrographie

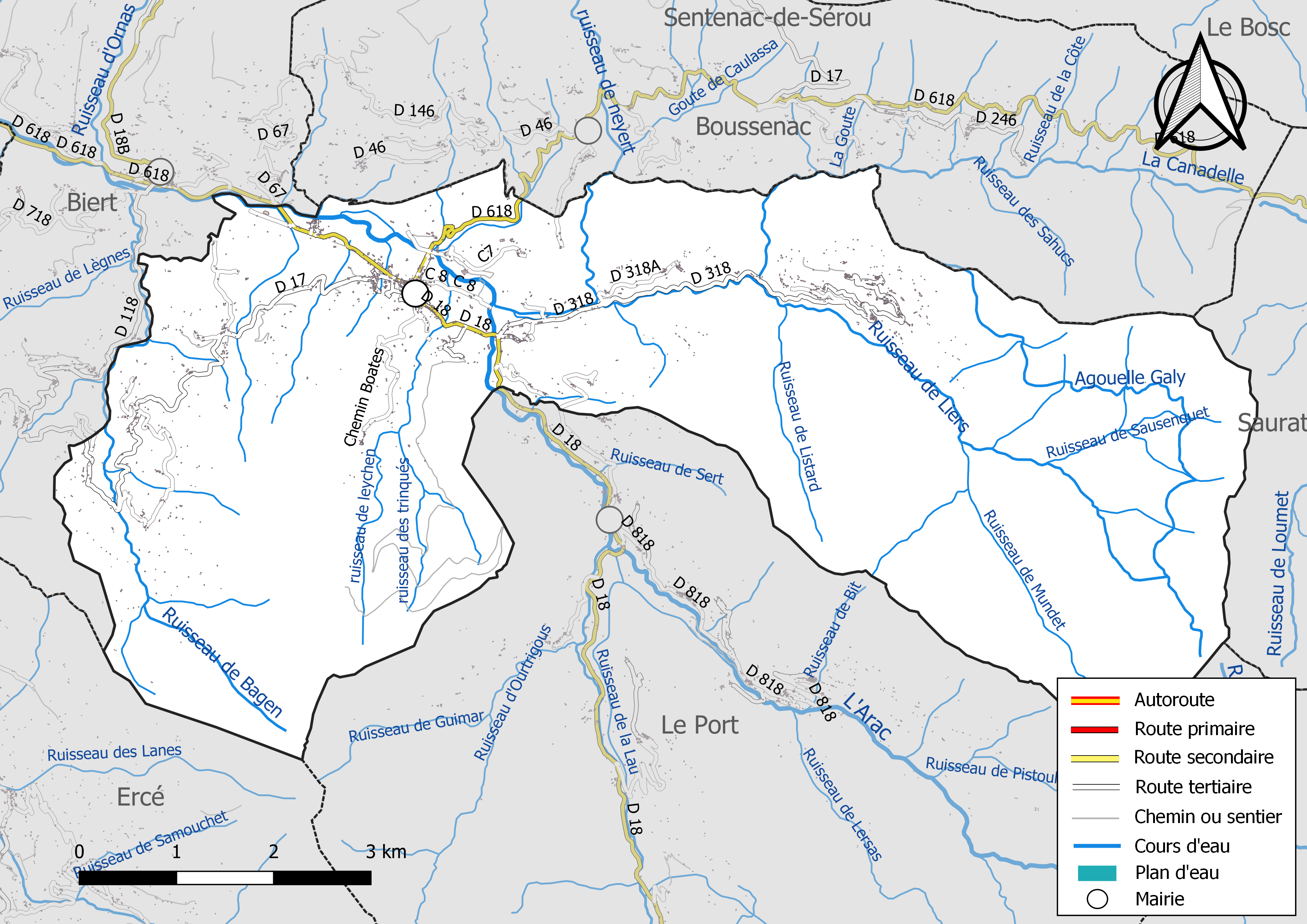
Réseaux hydrographique et routier de Massat.

La commune est dans le bassin versant de la Garonne, au sein du bassin hydrographique Adour-Garonne. Elle est drainée par l'Arac, Agouelle Galy, la Canadelle, le ruisseau de Bagen, le ruisseau de Liers, le ruisseau de Neyert, un bras de l'Arac, un bras du ruisseau de Liers, Goute de Coume Nère, le ruisseau de Colle, le ruisseau de Cos, le ruisseau de Fourmigué, le ruisseau de Leychen, le ruisseau de Listard, et par un petit cours d'eau, constituant un réseau hydrographique de 66 km de longueur totale,.
L'Arac, d'une longueur totale de 27,19 km, prend sa source dans la commune du Port et s'écoule d'est en ouest. Il traverse la commune et se jette dans le Salat à Soulan, après avoir traversé 5 communes.

### Climat
Pour des articles plus généraux, voir Climat de l'Occitanie et Climat de l'Ariège.
En 2010, le climat de la commune est de type climat des marges montargnardes, selon une étude s'appuyant sur une série de données couvrant la période 1971-2000. En 2020, Météo-France publie une typologie des climats de la France métropolitaine dans laquelle la commune est exposée à un climat de montagne et est dans la région climatique Pyrénées centrales, caractérisée par une pluviométrie annuelle de 1 000 à 1 200 mm.
Pour la période 1971-2000, la température annuelle moyenne est de 10,8 °C, avec une amplitude thermique annuelle de 15 °C. Le cumul annuel moyen de précipitations est de 934 mm, avec 9,9 jours de précipitations en janvier et 6,5 jours en juillet. Pour la période 1991-2020, la température moyenne annuelle observée sur la station météorologique la plus proche, située sur la commune de La Bastide-de-Sérou à 15 km à vol d'oiseau, est de 11,9 °C et le cumul annuel moyen de précipitations est de 1 091,0 mm,. Pour l'avenir, les paramètres climatiques de la commune estimés pour 2050 selon différents scénarios d'émission de gaz à effet de serre sont consultables sur un site dédié publié par Météo-France en novembre 2022.

### Milieux naturels et biodiversité

#### Espaces protégés
La protection réglementaire est le mode d’intervention le plus fort pour préserver des espaces naturels remarquables et leur biodiversité associée,.
La commune fait partie du parc naturel régional des Pyrénées ariégeoises, créé en 2009 et d'une superficie de 245 973 ha, qui s'étend sur 138 communes du département. Ce territoire unit les plus hauts sommets aux frontières de l’Andorre et de l’Espagne (la Pique d'Estats, le mont Valier, etc) et les plus hautes vallées des avants-monts, jusqu’aux plissements du Plantaurel.
Un  autre espace protégé est présent sur la commune : 
la « grotte de la Campagnole, Ker de Massat », objet d'un arrêté de protection de biotope, d'une superficie de 0,4 ha.

#### Réseau Natura 2000

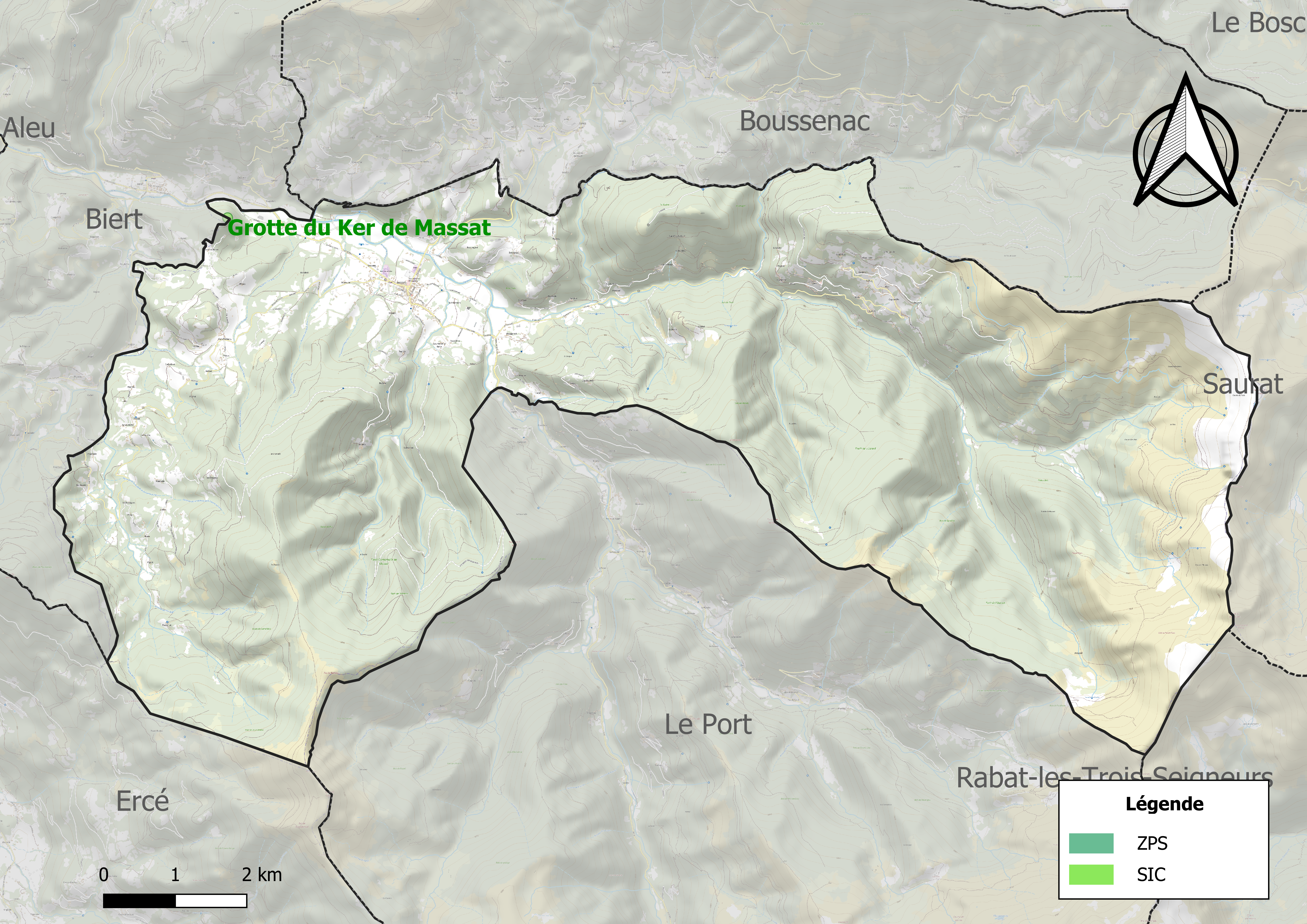
Site Natura 2000 sur le territoire communal.

Le réseau Natura 2000 est un réseau écologique européen de sites naturels d'intérêt écologique élaboré à partir des directives habitats et oiseaux, constitué de zones spéciales de conservation (ZSC) et de zones de protection spéciale (ZPS).
Un site Natura 2000 a été défini sur la commune au titre de la directive habitats : la « grotte du Ker de Massat », d'une superficie de 1 ha, constituant un lieu de reproduction de chauves-souris (Petit Murin et Minioptère de Schreibers) et hébergeant un peuplement d'invertébrés troglophiles endémiques.

#### Zones naturelles d'intérêt écologique, faunistique et floristique
L’inventaire des zones naturelles d'intérêt écologique, faunistique et floristique (ZNIEFF) a pour objectif de réaliser une couverture des zones les plus intéressantes sur le plan écologique, essentiellement dans la perspective d’améliorer la connaissance du patrimoine naturel national et de fournir aux différents décideurs un outil d’aide à la prise en compte de l’environnement dans l’aménagement du territoire.
Quatre ZNIEFF de type 1 sont recensées sur la commune :
- l'« Arac et affluents, en aval du Port » (123 ha), couvrant 5 communes du département[35] ;
- le « massif de l'Arize, versant sud » (8 013 ha), couvrant 14 communes du département[36] ;
- le « massif du Pic des Trois-Seigneurs » (11 200 ha), couvrant 10 communes du département[37] ;
- les « montagnes d'Ercé et de Massat » (6 668 ha), couvrant 6 communes du département[38] ;

et trois ZNIEFF de type 2, : 
- le « massif de l'Arize » (42 110 ha), couvrant 40 communes du département[39] ;
- les « montagnes d'Ercé, d'Oust et de Massat » (30 350 ha), couvrant 13 communes du département[40] ;
- la « moyenne montagne du Vicdessos et massif des Trois-Seigneurs » (21 558 ha), couvrant 17 communes du département[41].

Carte des ZNIEFF de type 1 et 2 à Massat.
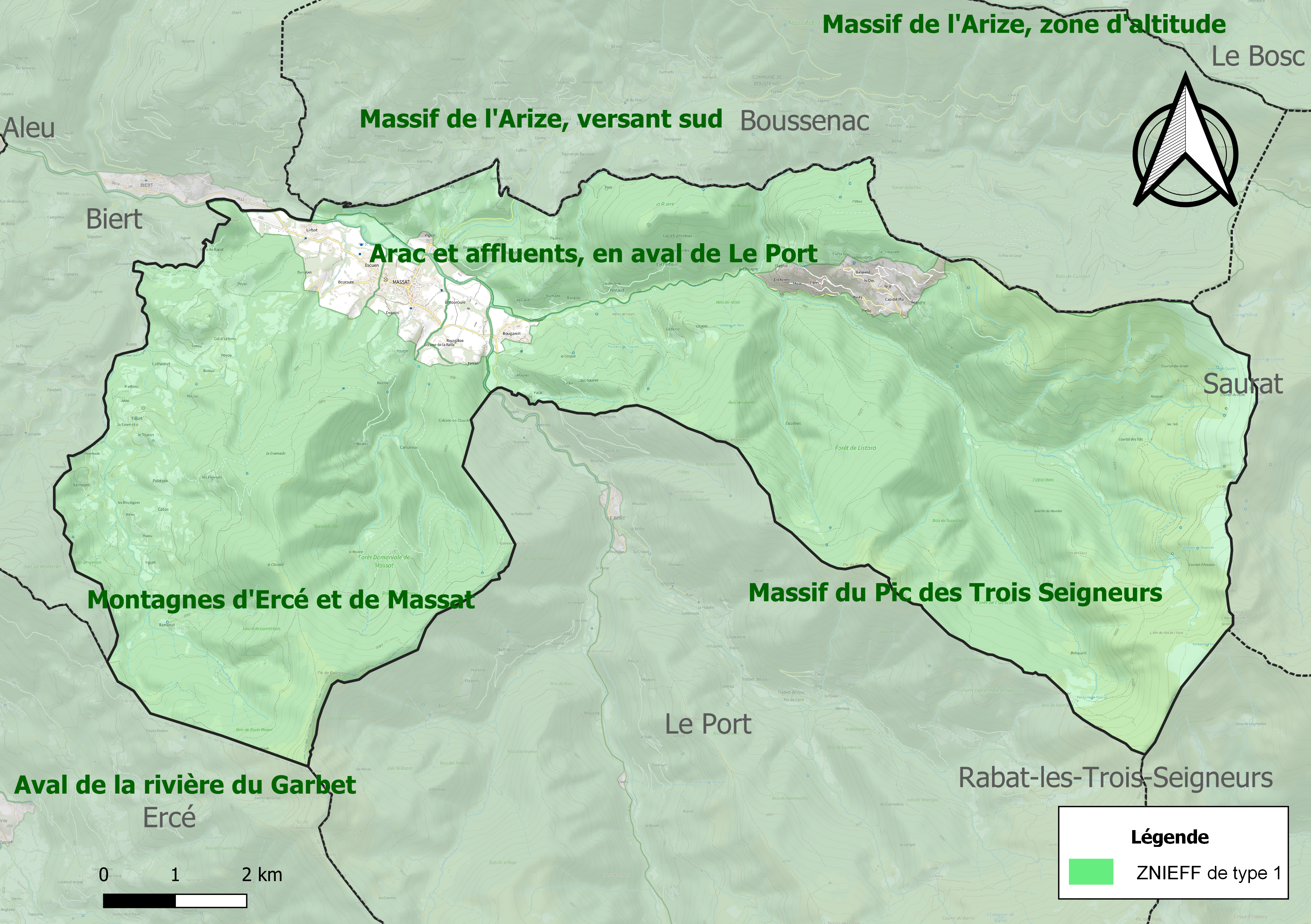
Carte des ZNIEFF de type 1 sur la commune.
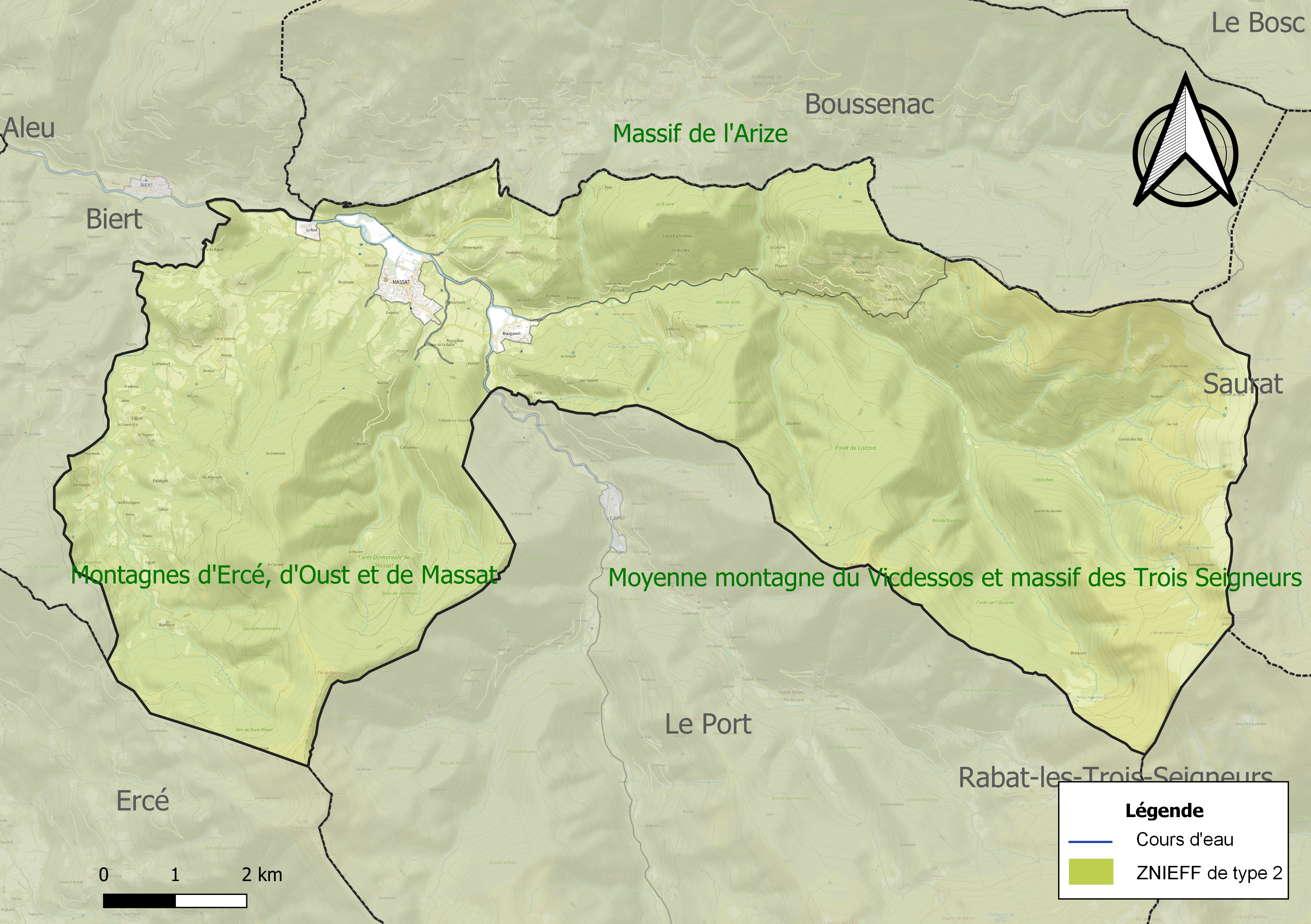
Carte des ZNIEFF de type 2 sur la commune.

## Urbanisme

### Typologie
Au 1er janvier 2024, Massat est catégorisée commune rurale à habitat dispersé, selon la nouvelle grille communale de densité à 7 niveaux définie par l'Insee en 2022.
Elle est située hors unité urbaine et hors attraction des villes,.

### Occupation des sols

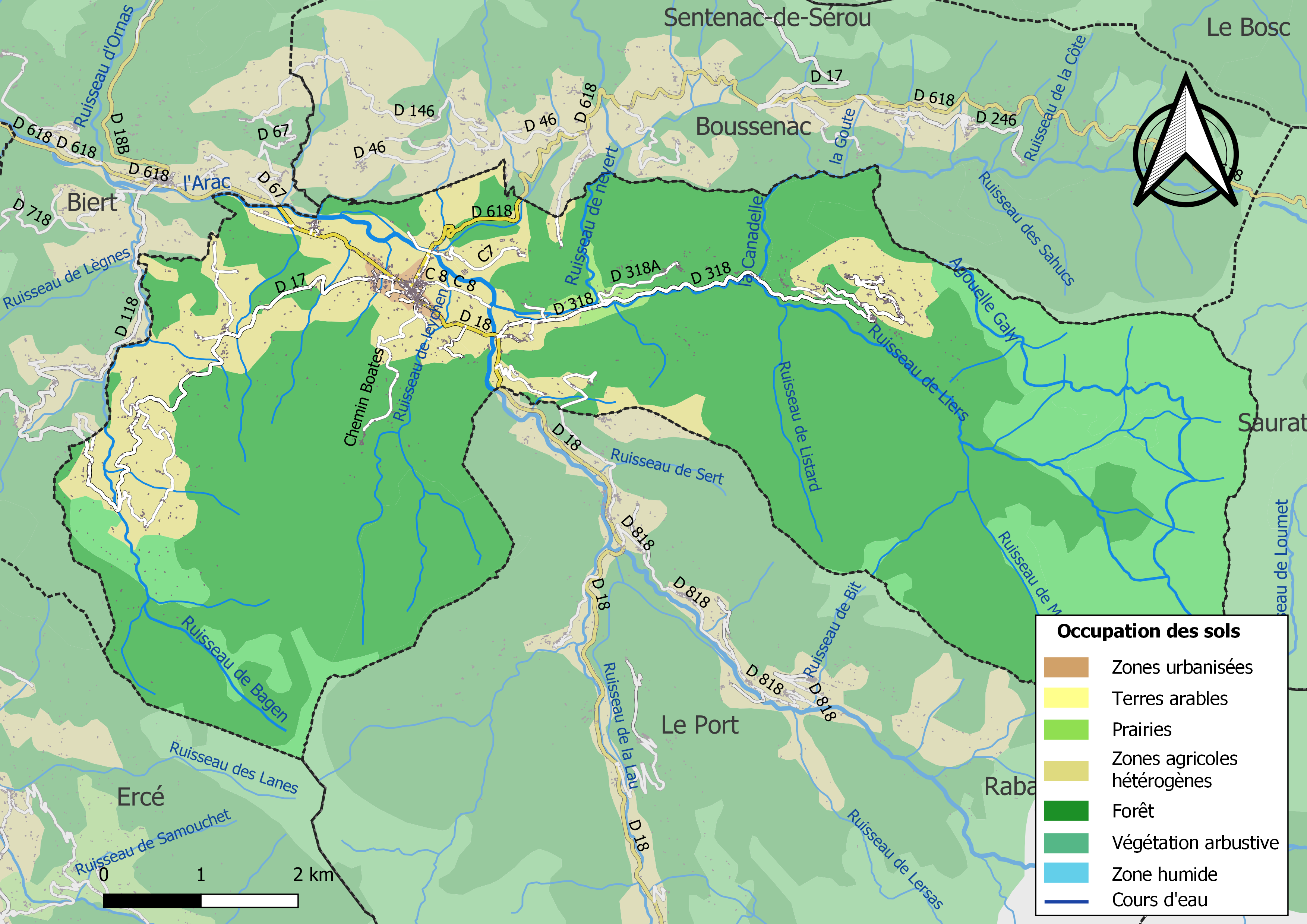
Carte des infrastructures et de l'occupation des sols de la commune en 2018 (CLC).

L'occupation des sols de la commune, telle qu'elle ressort de la base de données européenne d’occupation biophysique des sols Corine Land Cover (CLC), est marquée par l'importance des forêts et milieux semi-naturels (83,4 % en 2018), en diminution par rapport à 1990 (85,7 %). La répartition détaillée en 2018 est la suivante : 
forêts (65,1 %), milieux à végétation arbustive et/ou herbacée (18,3 %), zones agricoles hétérogènes (15,4 %), zones urbanisées (0,6 %), prairies (0,6 %). L'évolution de l’occupation des sols de la commune et de ses infrastructures peut être observée sur les différentes représentations cartographiques du territoire : la carte de Cassini (XVIIIe siècle), la carte d'état-major (1820-1866) et les cartes ou photos aériennes de l'IGN pour la période actuelle (1950 à aujourd'hui).

### Habitat et logement
En 2018, le nombre total de logements dans la commune était de 975, alors qu'il était de 974 en 2013 et de 914 en 2008.
Parmi ces logements, 35,9 % étaient des résidences principales, 56,7 % des résidences secondaires et 7,4 % des logements vacants. Ces logements étaient pour 90,5 % d'entre eux des maisons individuelles et pour 8,4 % des appartements.
Le tableau ci-dessous présente la typologie des logements à Massat en 2018 en comparaison avec celle de l'Ariège et de la France entière. Une caractéristique marquante du parc de logements est ainsi une proportion de résidences secondaires et logements occasionnels (56,7 %) supérieure à celle du département (24,6 %) et à celle de la France entière (9,7 %). Concernant le statut d'occupation de ces logements, 69 % des habitants de la commune sont propriétaires de leur logement (65,9 % en 2013), contre 66,3 % pour l'Ariège et 57,5 % pour la France entière.
| Typologie                                               | Massat | Ariège | France entière |
| ------------------------------------------------------- | ------ | ------ | -------------- |
| Résidences principales (en %)                           | 35,9   | 65,7   | 82,1           |
| Résidences secondaires et logements occasionnels (en %) | 56,7   | 24,6   | 9,7            |
| Logements vacants (en %)                                | 7,4    | 9,7    | 8,2            |

### Voies de communication et transports
Accès avec les routes départementales D 18, D 318 et D 618 (ex route nationale 618).
Plusieurs cols routiers permettent d'atteindre différentes localités hors de la vallée de l'Arac : Le col de Caougnous (Foix, Saurat, Tarascon-sur-Ariège, Rimont...), le port de Lers (Auzat, Val-de-Sos, Tarascon-sur-Ariège, Ax-les-Thermes...) ou encore le col de Saraillé (Oust, Ercé, Aulus-les-Bains).

### Risques majeurs
Le territoire de la commune de Massat est vulnérable à différents aléas naturels : inondations, climatiques (grand froid ou canicule), feux de forêts, mouvements de terrains, avalanche  et séisme (sismicité modérée). Il est également exposé à un risque particulier, le risque radon,.

#### Risques naturels

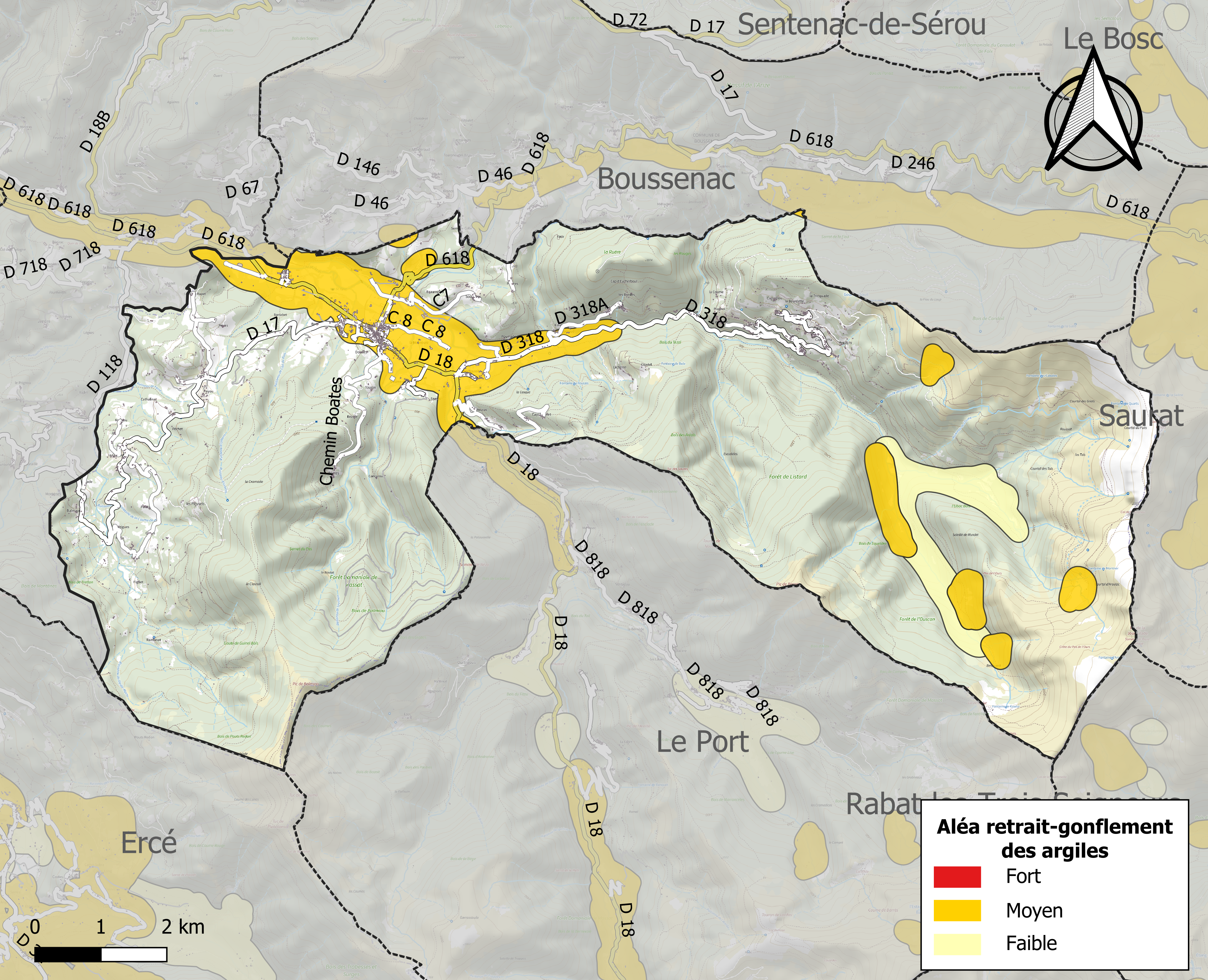
Zonage de l'aléa retrait-gonflement des argiles sur la commune de Massat.

Certaines parties du territoire communal sont susceptibles d’être affectées par le risque d’inondation par débordement, crue torrentielle d'un cours d'eau, ou ruissellement d'un versant.
Les mouvements de terrains susceptibles de se produire sur la commune sont soit des chutes de blocs, soit des glissements de terrains, soit des effondrements liés à des cavités souterraines, soit des mouvements liés au retrait-gonflement des argiles. Près de 50 % de la superficie du département est concernée par l'aléa retrait-gonflement des argiles, dont la commune de Massat. L'inventaire national des cavités souterraines permet par ailleurs de localiser celles situées sur la commune.

#### Risque particulier
Dans plusieurs parties du territoire national, le radon, accumulé dans certains logements ou autres locaux, peut constituer une source significative d’exposition de la population aux rayonnements ionisants. Toutes les communes du département sont concernées par le risque radon à un niveau plus ou moins élevé. Selon la classification de 2018, la commune de Massat est classée en zone 3, à savoir zone à potentiel radon significatif.

## Histoire
Parcourues à l'époque paléolithique par des tribus rupestres qui laissèrent quelques traces dans les grottes ornées du Ker, les vallées de Massat, sauvages et isolées, n'ont été peuplées qu'à partir du XIe siècle.[réf. nécessaire]
À partir de 1146, plusieurs chartes de franchises précisent les droits réciproques des habitants et des seigneurs.
La vallée s'oriente vers une activité industrielle durant presque sept siècles : fabrication de charbon de bois et fonte du minerais de fer dans cinq forges à la catalane. À partir de 1850, avec la découverte du moyen de fondre le fer avec le charbon de houille, la prospérité industrielle de la vallée disparaît.
Ici se situe l'épisode le plus fameux de "la Guerre des Demoiselles", dernière grande jacquerie de l'histoire de France conséquence de la  promulgation du Code forestier en 1828.
Il ne reste, au XIXe siècle, qu'une activité agricole, essentiellement pastorale, pour une importante production de beurre. Avec un très fort exode rural, amplifié par la guerre de 1914-1918, la vallée se dépeuple vite : 17 000 habitants en 1800 et 1 700 aujourd'hui.
La commune de Massat est emblématique d'une forte tradition républicaine : le 14 septembre 1943, après l'anéantissement du maquis d'Ezes par l'armée allemande, un détachement de la milice s'empara dans la mairie de l'effigie maçonnique de Marianne qui fut symboliquement fusillée.
À partir des années 1970, l'arrivée de néo-ruraux renverse lentement cette tendance. La seule commune de Massat a vu sa population croître de 16,4 % en quatre ans et l'âge moyen s'abaisser de huit ans. Cette situation induit parfois quelques problèmes de cohabitation entre les nouveaux arrivants et la population traditionnelle. Une affaire de soustraction d'enfants étendue sur 11 années se dénoue en 2009 sur la commune par l'arrestation du père impliqué dans la contre-culture néo-rurale.
Les statistiques  de la Gendarmerie nationale rangent la vallée parmi les plus paisibles du territoire, bien loin derrière les moyennes nationales en matière de crimes et délits.
L'école de Massat accueille aujourd'hui autant d'enfants qu'en 1956, mais seuls 9 % d'entre eux sont issus de familles authentiquement massatoises.
Le 15 juin 2014, France inter diffuse un numéro de l'émission Il existe un endroit consacré à ce village : « Cela se passe en France, au beau milieu des Pyrénées, dans un département méconnu voire oublié, où sont tentés des modèles de vie bien singuliers : l'Ariège.  Impossibles à mécaniser, les montagnes ariégeoises, après avoir été désertées par les paysans  dans les années 60, ont laissé la place à de nombreux migrants en quête d'une autre manière de vivre, loin du consumérisme et du matérialisme, depuis les hippies des années 70 jusqu'aux néo-ruraux d'aujourd'hui. On croise dans ces montagnes qui semblent parfois coupées du monde moderne, des milliers de familles qui inventent des modes de vie surprenants : habitations-cabane, vie en autoproduction, enfants qui font l'école à la maison. Les habitants n'ont pas toujours internet, et vivent parfois à plusieurs heures de marche dans la montagne. C'est aussi au Maxil que nous nous installerons, le bar-restaurant devenu le QG de la vallée de Massat, pour les croiser, et pour découvrir avec eux, leur pays si fascinant et si méconnu ».
Le 11 juillet 2017, France 5 diffuse un épisode de la série documentaire « Nus et culottés » intitulé « Objectif Ibiza » qui fait étape à Massat.

## Politique et administration

### Découpage territorial
La commune de Massat est membre de la communauté de communes Couserans-Pyrénées, un établissement public de coopération intercommunale (EPCI) à fiscalité propre créé le 18 novembre 2016 dont le siège est à Saint-Lizier. Ce dernier est par ailleurs membre d'autres groupements intercommunaux.
Sur le plan administratif, elle est rattachée à l'arrondissement de Saint-Girons, au département de l'Ariège, en tant que circonscription administrative de l'État, et à la région Occitanie.
Sur le plan électoral, elle dépend du canton du Couserans Est pour l'élection des conseillers départementaux, depuis le redécoupage cantonal de 2014 entré en vigueur en 2015, et de la première circonscription de l'Ariège  pour les élections législatives, depuis le redécoupage électoral de 1986.

### Administration municipale
Le nombre d'habitants au recensement de 2017 étant compris entre 500 et 1 499 habitants, le nombre de membres du conseil municipal pour l'élection de 2020 est de quinze,.

### Liste des maires
| Période                                  | Période   | Identité                   | Étiquette           | Qualité |
| ---------------------------------------- | --------- | -------------------------- | ------------------- | --- |
| 1876                                     | 1921      | Léon Galy-Gasparrou        | Radical socialiste  | Notaire, Conseiller Général, Député. |
| 1921                                     | 1923      | Jean-Marie Servat          | SE                  | Pharmacien, Maire par délégation.Doyen du Conseil Municipal au décès du Maire en 1921 est nommé Maire par délégation par le préfet puisque l'élu du Conseil, au terme de trois scrutins successifs, n'avait pas les Vingt cinq ans révolus imposés alors par la loi pour exercer ce mandat. |
| 1923                                     | mars 1977 | Georges Galy-Gasparrou     | Radical socialiste  | Magistrat, Conseiller Général, Député, Ancien Ministre |
| mars 1977                                | juin 1995 | Alain Massé                | PS                  | Préparateur en Pharmacie |
| juin 1995                                | 1996      | Jacques Galy-Fajou         | PS                  | Enseignant |
| 1996                                     | mars 2001 | Jean Lapène                | PS                  | Fonctionnaire |
| mars 2001                                | mai 2020  | Léon Pierre Galy-Gasparrou | Gauche radicale LFI | Universitaire |
| mai 2020                                 | En cours  | Michel Loubet Dit Gajol    | DVG                 | Artisan retraité |
| Les données manquantes sont à compléter. |           |                            |                     | |

## Démographie
L'évolution du nombre d'habitants est connue à travers les recensements de la population effectués dans la commune depuis 1793. Pour les communes de moins de 10 000 habitants, une enquête de recensement portant sur toute la population est réalisée tous les cinq ans, les populations de référence des années intermédiaires étant quant à elles estimées par interpolation ou extrapolation. Pour la commune, le premier recensement exhaustif entrant dans le cadre du nouveau dispositif a été réalisé en 2005.

En 2022, la commune comptait 741 habitants, en évolution de +11,43 % par rapport à 2016 (Ariège : +1,48 %, France hors Mayotte : +2,11 %).
| 1793  | 1800  | 1806  | 1821  | 1831  | 1836  | 1841  | 1846  | 1851  |
| ----- | ----- | ----- | ----- | ----- | ----- | ----- | ----- | ----- |
| 7 073 | 7 073 | 7 638 | 8 474 | 9 322 | 7 180 | 9 001 | 8 863 | 3 922 |

| 1856  | 1861  | 1866  | 1872  | 1876  | 1881  | 1886  | 1891  | 1896  |
| ----- | ----- | ----- | ----- | ----- | ----- | ----- | ----- | ----- |
| 3 862 | 4 031 | 4 140 | 4 157 | 4 084 | 4 088 | 3 912 | 3 704 | 3 540 |

| 1901  | 1906  | 1911  | 1921  | 1926  | 1931  | 1936  | 1946  | 1954  |
| ----- | ----- | ----- | ----- | ----- | ----- | ----- | ----- | ----- |
| 3 014 | 3 267 | 3 058 | 2 537 | 2 544 | 2 005 | 1 750 | 1 414 | 1 057 |

| 1962 | 1968 | 1975 | 1982 | 1990 | 1999 | 2005 | 2006 | 2010 |
| ---- | ---- | ---- | ---- | ---- | ---- | ---- | ---- | ---- |
| 849  | 746  | 711  | 598  | 624  | 589  | 685  | 707  | 693  |

| 2015 | 2020 | 2022 | - | - | - | - | - | - |
| ---- | ---- | ---- | - | - | - | - | - | - |
| 675  | 734  | 741  | - | - | - | - | - | - |

La chute de la population en 1851 s'explique notamment par la création des communes de Biert et du Port.

## Économie

### Revenus
En 2018, la commune compte 327 ménages fiscaux, regroupant 583 personnes. La médiane du revenu disponible par unité de consommation est de 15 210 € (19 820 € dans le département).

### Emploi
| Division       | 2008   | 2013   | 2018   |
| -------------- | ------ | ------ | ------ |
| Commune        | 13,4 % | 15,6 % | 18,3 % |
| Département    | 8,9 %  | 11,1 % | 11,2 % |
| France entière | 8,3 %  | 10 %   | 10 %   |

En 2018, la population âgée de 15 à 64 ans s'élève à 370 personnes, parmi lesquelles on compte 75,4 % d'actifs (57 % ayant un emploi et 18,3 % de chômeurs) et 24,6 % d'inactifs,. Depuis 2008, le taux de chômage communal (au sens du recensement) des 15-64 ans est supérieur à celui de la France et du département.
La commune est hors attraction des villes,. Elle compte 271 emplois en 2018, contre 240 en 2013 et 239 en 2008. Le nombre d'actifs ayant un emploi résidant dans la commune est de 219, soit un indicateur de concentration d'emploi de 123,4 % et un taux d'activité parmi les 15 ans ou plus de 49,3 %.
Sur ces 219 actifs de 15 ans ou plus ayant un emploi, 173 travaillent dans la commune, soit 79 % des habitants. Pour se rendre au travail, 58,9 % des habitants utilisent un véhicule personnel ou de fonction à quatre roues, 1,7 % les transports en commun, 25,9 % s'y rendent en deux-roues, à vélo ou à pied et 13,5 % n'ont pas besoin de transport (travail au domicile).

### Activités hors agriculture
118 établissements sont implantés  à Massat au 31 décembre 2019. Le tableau ci-dessous en détaille le nombre par secteur d'activité et compare les ratios avec ceux du département,.
| Secteur d'activité                                                                                        | Commune | Commune | Département |
| Secteur d'activité                                                                                        | Nombre  | %       | %           |
| --- | ------- | ------- | ----------- |
| Ensemble                                                                                                  | 118     |         |             |
| Industrie manufacturière, industries extractives et autres                                                | 10      | 8,5 %   | (12,9 %)    |
| Construction                                                                                              | 24      | 20,3 %  | (14,2 %)    |
| Commerce de gros et de détail, transports, hébergement et restauration                                    | 35      | 29,7 %  | (27,5 %)    |
| Information et communication                                                                              | 4       | 3,4 %   | (1,8 %)     |
| Activités financières et d'assurance                                                                      | 1       | 0,8 %   | (2,8 %)     |
| Activités spécialisées, scientifiques et techniques et activités de services administratifs et de soutien | 21      | 17,8 %  | (13,2 %)    |
| Administration publique, enseignement, santé humaine et action sociale                                    | 15      | 12,7 %  | (14,4 %)    |
| Autres activités de services                                                                              | 8       | 6,8 %   | (8,8 %)     |

Le secteur du commerce de gros et de détail, des transports, de l'hébergement et de la restauration est prépondérant sur la commune puisqu'il représente 29,7 % du nombre total d'établissements de la commune (35 sur les 118 entreprises implantées  à Massat), contre 27,5 % au niveau départemental.
Les deux entreprises ayant leur siège social sur le territoire communal qui génèrent le plus de chiffre d'affaires en 2020 sont : 
- SARL Hostellerie des Trois Seigneurs, hôtels et hébergement similaire (170 k€)
- Ludo Artisan Menuisier, travaux de menuiserie bois et PVC (167 k€)

Petit bourg assez éloigné des villes ariégeoises, Massat compte les principaux commerces indispensables. La vallée de l'Arac ne disposait plus de pompes à carburant depuis 2003, il aura fallu attendre 8 ans et l'appui des collectivités territoriales pour qu'une station automatisée soit mise en service le 12 septembre 2011.
Le principal employeur de la commune et de la vallée de l'Arac est sans contestation la maison de retraite Servat (EHPAD). Sa capacité d’accueil est de 50 résidents seuls ou en couples, âgés de plus de 60 ans, personnes valides ou dépendantes.

### Agriculture
La commune fait partie de la petite région agricole dénommée « Région pyrénéenne ». En 2010, l'orientation technico-économique de l'agriculture  sur la commune est l'élevage d'herbivores hors bovins, caprins et porcins.
|                                   | 1988 | 2000 | 2010 |
| --------------------------------- | ---- | ---- | ---- |
| Exploitations                     | 39   | 35   | 32   |
| Superficie agricole utilisée (ha) | 694  | 656  | 672  |

Le nombre d'exploitations agricoles en activité et ayant leur siège dans la commune est passé de 39 lors du recensement agricole de 1988 à 35 en 2000 puis à 32 en 2010, soit une baisse de 18 % en 22 ans. Le même mouvement est observé à l'échelle du département qui a perdu pendant cette période 48 % de ses exploitations. La surface agricole utilisée sur la commune a également diminué, passant de 694 ha en 1988 à 672 ha en 2010. Parallèlement la surface agricole utilisée moyenne par exploitation a augmenté, passant de 18 à 21 ha.

## Vie locale

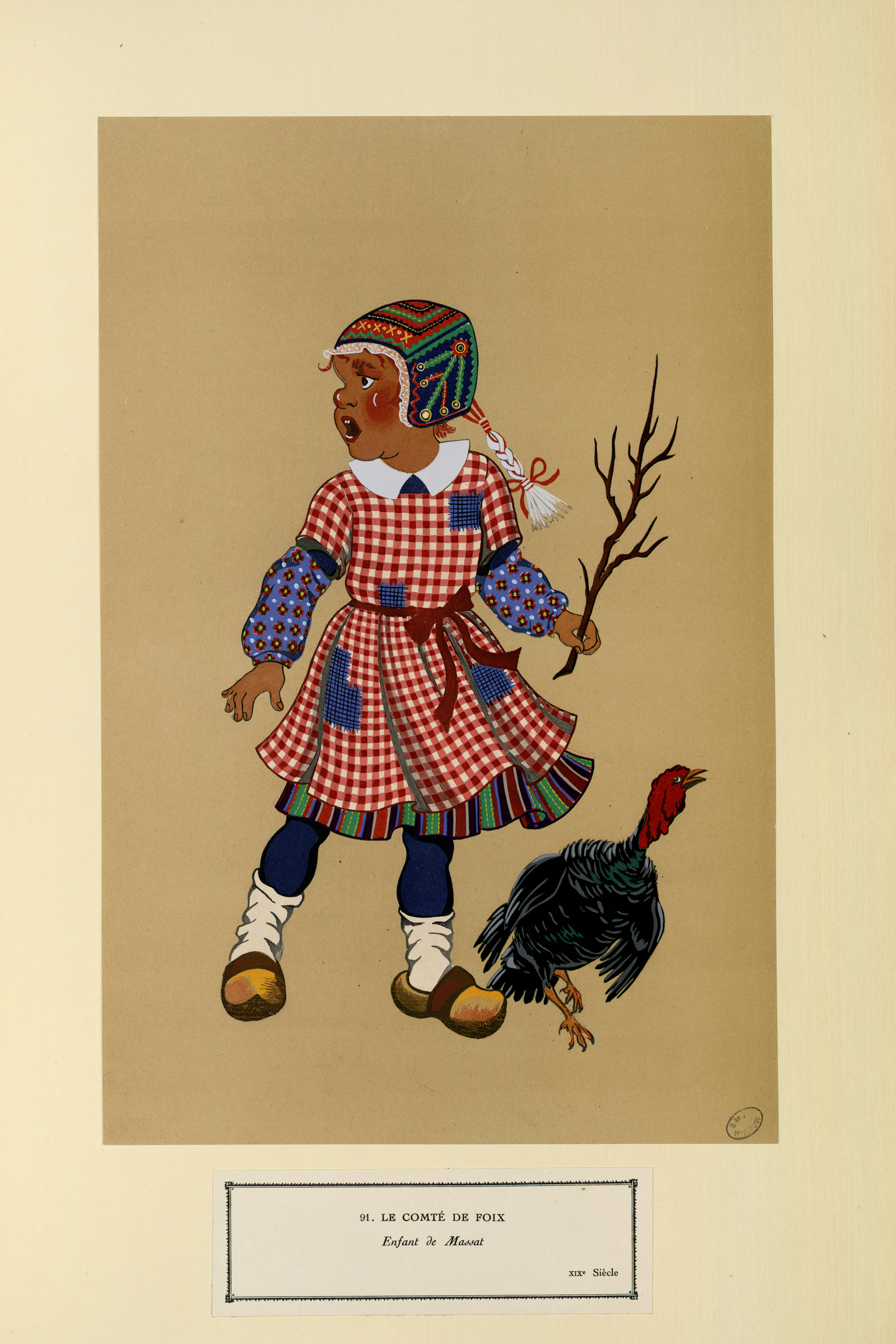
Enfant massatois (XIXe siècle)

### Enseignement
Massat compte une école primaire publique ainsi qu'une crèche collective multi-accueil.

### Santé
Outre l'EHPAD - résidence Servat, la commune est dotée d'une maison de santé pluridisciplinaire, d'une pharmacie, d'un prestataire ambulancier.

### Culture
Chaque année depuis 1981, l'association Massat Musique Montagne organise fin juillet un stage de chant choral en alternance avec des randonnées en montagne. Concerts publics en clôture.
Le bourg est doté depuis 2015 d'une salle polyvalente.
L'Azinat de Massat : voir Cuisine ariégeoise
L'occitan parlé à Massat, le "massatois", est un dialecte gascon très influencé par le languedocien.

### Sports
Lieu de passage de la 15e étape du Tour de France 2007, 12e étape du Tour de France 2015, 13e étape du Tour de France 2017 ainsi que de la Route du Sud.

## Culture locale et patrimoine

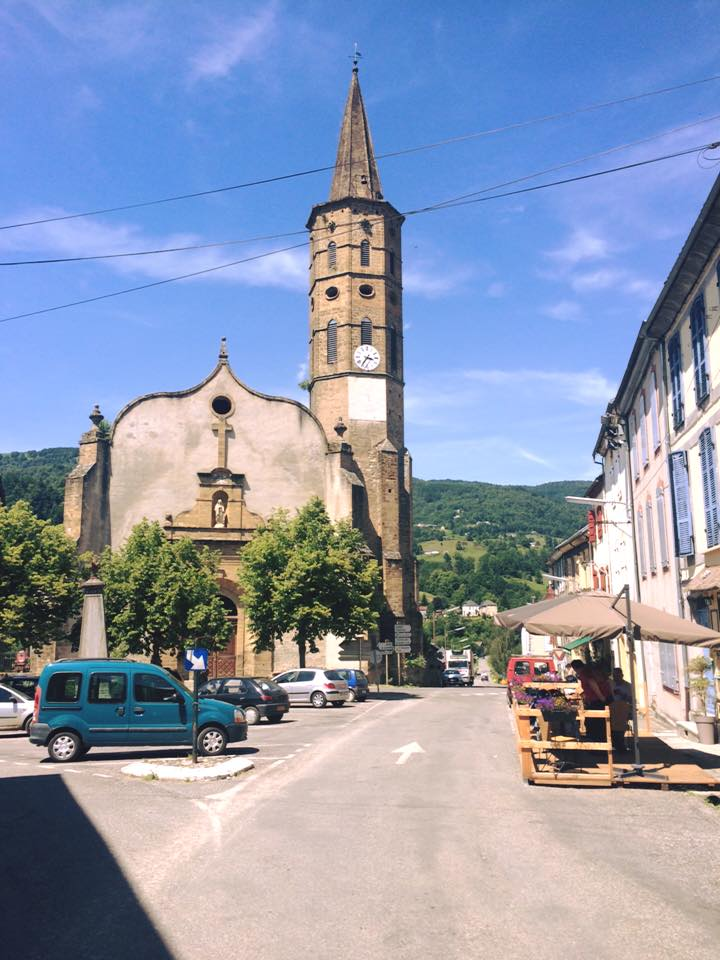
La place de l'Église en été.

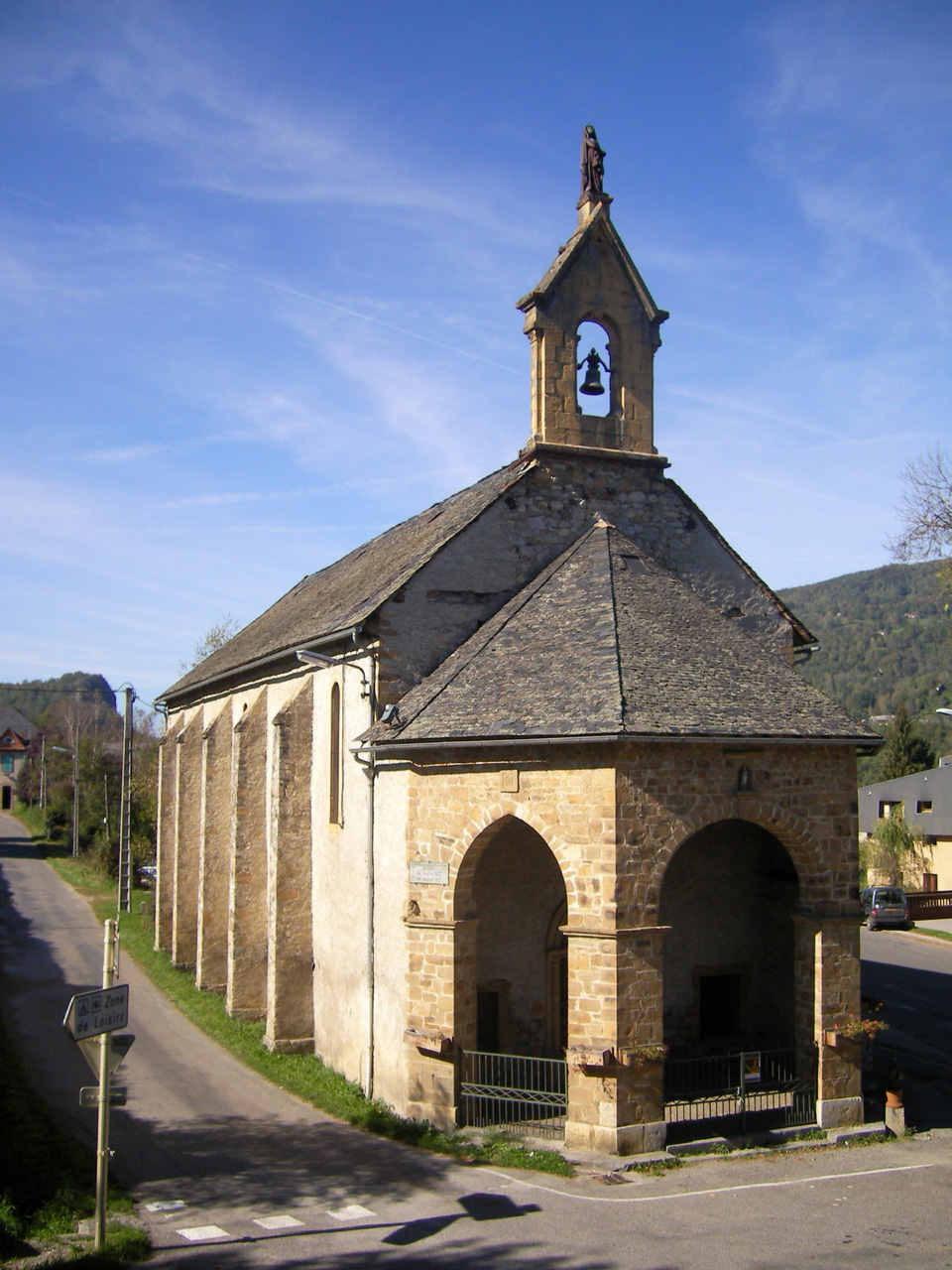
Chapelle de l'Ave Maria de Massat.

### Lieux et monuments
- Église de la Nativité-de-la-Vierge, achevée en 1725, inscrite à l'inventaire des monuments historiques en 1985 avec son clocher octogonal du XVe siècle.
- Chapelle de l'Ave-Maria dite chapelle de l'Aisle de Massat.
- Chapelle Saint-Martin de Massat (chapelle désaffectée et privée). L'édifice est répertorié dans la Base Mérimée[71]. Reconstruite en 1917 en mémoire des victimes de la Grande Guerre.
- Halle inaugurée en octobre 2023.

Dans les alentours :
- Grottes du Ker de Massat, l'une d'entre elles, la grotte de la Campagnole, est classée Natura 2000. Cette grotte est soumise à un accès réglementé par arrêté préfectoral de protection de biotope qui interdit sa visite du 1er mars au 30 septembre[72].
- Village d'estive de Goutets.
- Pic des Trois Seigneurs.
- Site Natura 2000 de l'Étang de Lers.

### Personnalités liées à la commune
- Léon Galy-Gasparrou (1850-1921), homme politique.
- Georges Galy-Gasparrou (1896-1979), homme politique.
- Lucien Lafont de Sentenac (1893-1986), Officier des Haras nationaux.
- Louis Escande (1913-1998), né à Massat, Ingénieur, Député-maire de Mâcon.
- Thierry Icart (1968), double champion de France de course en montagne.
- Djalla-Maria Longa (1980), écrivaine.

### Héraldique
| Blason | Blasonnement : Coupé : au 1er parti au I d'argent à deux loups d'azur armés et langués de gueules l'un au-dessus l'autre, au II d'or à trois pals alésés combinés en pointe avec une fasce aussi alésée, le tout de gueules, au 2e d'azur à six losanges de gueules, trois mal ordonnées à dextre et trois mal ordonnées à senestre et au chef denché et cousu de gueules, sur le tout de gueules à l'ours debout de sable langué et armé d'argent. |

## Pour approfondir